# 皮埃尔·拉鲁斯
皮埃尔·阿塔纳斯·拉鲁斯（法語：Pierre Athanase Larousse，法語發音：[pjɛʁ atanaz laʁus]；1817年10月23日—1875年1月3日）是一名法国語法學家、辭書學家和百科全書編纂家，编纂出版了15卷本的《19世纪百科大词典》。

## 生平
拉鲁斯的父亲是一位修车匠。拉鲁斯没有上过大学，但是经常去巴黎的各所大学听课，自学成才。为了谋生，他在私立中学当老师。出于对词汇学的热爱，他在1852年同好友布瓦耶一起创办了书店和出版社。并在1866年至1872年间编纂出版了15卷本的《19世纪百科大词典》。
拉鲁斯晚年瘫痪在床，1875年1月3日病逝。
拉鲁斯的侄子朱尔继承了他的百科全书事业，1897年至1904年出版了8卷本《插图拉鲁斯百科》，1906年至1923年又出版《小拉鲁斯百科》，1928年至1933年出版6卷本《20世纪拉鲁斯百科》，1960至1964年出版10卷本《大拉鲁斯百科全书》。